# University of Illinois at Springfield
Die University of Illinois at Springfield (auch UIS genannt) ist eine staatliche Universität der Freien Künste in Springfield, der Hauptstadt des US-Bundesstaates Illinois.

## Geschichte
Die Hochschule wurde 1969 als Sangamon State University gegründet. Seit 1995 ist sie Teil der University of Illinois.

## Zahlen zu den Studierenden und den Dozenten
Im Herbst 2020 waren 3.944 Studierende an der UIS eingeschrieben. Davon strebten 2.503 (63,5 %) ihren ersten Studienabschluss an, sie waren also undergraduates. Von diesen waren 53 % weiblich und 47 % männlich; 4 % bezeichneten sich als asiatisch, 13 % als schwarz/afroamerikanisch, 11 % als Hispanic/Latino und 64 % als weiß. 1.441 (36,5 %) arbeiteten auf einen weiteren Abschluss hin, sie waren graduates. 2009 lernten 4.855 Studenten an der UIS. Es lehrten 320 Dozenten an der Universität, davon 191 in Vollzeit und 129 in Teilzeit.

## Sport
Die Sportteams der UIS sind die Prairie Stars. Sie ist Mitglied in der Great Lakes Valley Conference.

## Persönlichkeiten
Professoren
- Michael Burlingame (* 1941), Historiker, seit 2009 an der UIS

Studenten/Absolventen
- Cheri Bustos (* 1961), Politikerin, Masterabschluss in Journalistik
- Bobby McFerrin (* 1950), Musiker und Vokalkünstler (ohne Abschluss)
- Dana Perino (* 1972), Pressesprecherin des Weißen Hauses (2007–2009)
- Ward Churchill (* 1947), Ethnologe, politischer Aktivist und Schriftsteller

## Weblink
- University of Illinois at Springfield (englisch)